# Enskede-Årsta stadsdelsområde

Enskede-Årsta.

Enskede-Årsta var från 1999 fram till den 1 januari 2007 ett stadsdelsområde i Söderort i Stockholms kommun, vilket omfattade stadsdelarna Enskedefältet, Enskede gård, Gamla Enskede (med Dalen), Johanneshov, Stureby, Årsta (utom Årsta holmar) och Östberga.
Stadsdelsområdet bildades 1 januari 1999 då Enskede och Årsta slogs samman. Den 1 januari 2007 gick stadsdelsområdet samman med Vantör och bildade Enskede-Årsta-Vantör.
Området hade cirka 46 000 invånare.
Notera att stadsdelen Enskededalen tillhör Skarpnäcks stadsdelsområde. 